# 东考斯
东考斯（East Cowes）是英格兰怀特岛上的一个镇及民政教区，位于考斯的东部、麦地那河东岸。诺里斯城堡和维多利亚女王故居奥斯本庄园位于此地，它通过轮渡与英格兰主岛相连。